# Gibbula delgadensis
Gibbula delgadensis is een slakkensoort uit de familie van de Trochidae. De wetenschappelijke naam van de soort is voor het eerst geldig gepubliceerd in 1982 door Nordsieck.